# 광우병 문제
광우병 문제(狂牛病 問題)란 2000년대 초반부터 발생한 광우병(MCD/BSE, 소해면상뇌증) 발생 사건 또는 그에 관한 공중 보건 정책, 대중매체 보도, 통상 마찰 등의 사회 문제들을 말한다. 광우병은 프리온 질병의 일종으로 소에서 나타나는 전염병이며, 인간에게 전염되어 '변종 크로이츠펠트-야코프병'(vCJD)으로 나타날 수 있다. 이 문제는 주로 쇠고기의 경우만 중점적으로 다뤄지는 경향이 있지만, 양의 스크래피나 뇌외과 수술에 이용되는 사람 건조경막이 변형 프리온에 감염되는 문제도 있다. '인간 광우병'은 인간에게 걸리는 것이고, '광우병'은 소에 걸리는 것으로 상이한 것이지만, 대한민국 언론 등에서는 이를 혼용하여 '인간 광우병'을 간단히 '광우병'으로 표현하는 경우가 있다.
이상 프리온은 특정 고온·고압이 아니면 변화하지 않으며, 감염성이 있다. 통상의 조리방법으로는 제거할 수 없으며 소각처분 또는 고온 고압 처리를 해야 한다. 특정 위험 부위를 제거하는 것이 바람직하다. 프리온 질병은 사람에서 사람으로 2차 감염이 우려되어 장기간 감시할 필요가 있다. 현재는 이상 프리온이 인체에 흡수되는 메커니즘, 체내에서 혈액을 따라 순환하는 메커니즘, 이상 프리온을 혈액으로부터 제거하는 방법 등 여러 가지 연구가 진행되고 있다.

## 국가별 사례

### 영국
광. (2009년 2월 기준)
- 1984년 최초로 광우병으로 의심되는 133마리의 소가 발견되었다.
- 1985년 광우병이 의심되는 소의 뇌에서 BSE가 발견되었다.
- 1986년 11월 영국정부는 광우병의 심각성을 인정하였다.
- 1993년 변종 크로이츠펠트-야코프병(vCJD)이 최초로 발견되었다.

당초 영국 정부는 변종 크로이츠펠트-야코프병과 쇠고기와의 인과관계를 부정하였다. 하지만, 언론 보도가 계속되면서 결국에는 소에서 유래한 물질이 유력한 원인이라고 밝혔다. 언론은 영국 정부의 미흡한 대비를 연일 크게 보도했다. 영국 정부는 30개월 이상의 소를 모두 식품 공급망으로부터 완전히 격리시키는 정책을 시행해, 약 3,700,000마리를 소각처분하였다.
- 2000년 광우병 진단 키트가 인증된 후, 검사 샘플수를 큰 폭으로 늘려가며 검사한 결과, 광우병 걸린 소가 약 179,000마리 발견되었다. 동시에 영국 정부는, 식품 안전 기관을 조직하여 올바른 지식을 펴뜨리는 한편, 언론에 대하여 이성적으로 보도할 것을 계속 요청했다. 현재는 특정 위험 부위 격리 정책이 효과를 내어 광우병이 발견되는 수도 감소하고 있다. 그러나 의료계와 프리온 질병 전문 과학자들은, 잠복 기간이 길고 감염 경로도 정확히 밝혀지지 않아서 장기간의 감시가 필요하다고 강조한다.
- 2009년 2월 혈장 수혈로 인간광우병에 걸린 최초의 사례가 발견되었다.[2]

### 캐나다
- 1997년 동물성 사료의 사용을 금지했다.[3]
- (최초) 2003년 5월 광우병이 발생하자, 대한민국과 미국은 캐나다산 소고기 수입을 금지했다.[3]
- (4번째) 2006년 1월 23일 캐나다 식품검사국은 앨버타 주에서 사망한 소가 광우병에 감염되었던 것으로 확인되었다고 발표했다.
- 2007년 미국은 캐나다의 광우병 위험 노출도가 낮다고 판단하고 수입 규제를 완화했다.[3]
- (13번째) 2008년 6월 B.C. 주에서 광우병 소가 발견되었다. 그러나, 국제수역사무국의 광우병 위험통제국 판정에는 영향이 없었다.[4]
- (15번째) 2008년 11월 17일 캐나다 연방 식품검사국(CFIA)은 브리티시 컬럼비아 주의 한 농장에서 발견된 7년생 젖소가 광우병에 감염됐음을 확인했다고 발표했다. CFIA는 "캐나다는 아직도 국제수역사무국(OIE)의 광우병 위험통제국가로 남아 있으며, 이에 따라 이번 광우병 발생 사례가 캐나다산 쇠고기와 생우의 수출에 아무런 영향도 주지 못할 것"이라고 밝혔다.[3]

### 미국
- 1997년 동물성 사료의 사용을 금지했다.[3]
- (미국 최초 사례, 캐나다산 소) 2003년 12월 9일 워싱턴주에서 광우병으로 의심되는 홀스타인종의 소 1마리가 발견되었다.
- 2003년 12월 23일 미국 농무부는 그 소가 광우병 검사 결과 양성 반응을 보였다고 밝혔다.
- 2003년 12월 26일 중국과 일본이 수입 금지를 결정했다.
- 2003년 12월 27일 대한민국이 수입 금지를 결정했다.
- 2003년 12월 말 멕시코, 러시아, 브라질, 오스트레일리아, 중화민국, 싱가포르, 타이, 말레이시아, 칠레, 콜롬비아, 홍콩 등도 수입 금지 또는 일시 수입 금지를 결정했다.
- 2004년 3월 멕시코는 수입 재개를 결정했다.
- 2005년 3월 중화민국은 수입 재개를 결정했다.
- 2005년 4월 중화민국은 수입을 재개했다.
- (미국 2번째 사례, 미국산으로는 최초) 2005년 6월 24일 미국 농무부 장관은 기자 회견에서, 광우병이 의심되는 8살 소에서 채취한 시료를 영국 국립 웨이브릿지 수의학 연구소에서 검사한 결과 광우병으로 확인되었다고 발표했다.
- 2005년 12월 일본은 뼈 등을 제외한 21개월 미만 미국산 쇠고기 수입을 재개하였다.
- 2006년 1월 일본은 미국산 쇠고기(뉴욕주에서 선적됨)에서 뼛조각이 발견되자, 모든 미국산 쇠고기의 수입을 중단했다.

### 스페인
- 2008년 8월 한 가족 내에서 2명 이상이 광우병으로 숨진 최초의 사례가 발생하였다.[1]

### 일본
- (일본 최초 사례) 2001년 9월 10일 일본 농수성은 치바현에서 광우병이 의심되는 소가 발견되었다고 발표했다.
- 2001년 9월 21일 일본 농수성은 일본 최초 광우병 사례로 확정 발표하였다.
- 2001년 10월 18일 출하되는 소에 전수검사가 도입되었다.
- 2002년 유지지루시 식품이 산지를 위장하는 사건이 발생하여 광우병 논란을 가중시켰고, 쇠고기 관련 업종에 큰 타격을 주었다.
- 2003년 7월 10일 내각부에 식품 안전 위원회를 설치하였다.
- 2003년 말, 일본은 모든 미국산 쇠고기의 수입을 중단했다.
- 2005년 12월, 일본은 뼈를 제외한 21개월 미만 미국산 쇠고기 수입을 재개했다.
- 2006년 1월, 검역과정에서 뉴욕주에서 선적한 쇠고기에서 뼛조각이 발견되어 수입이 전면 중단되었다.
- 2008년 3월 24일 농림수산성이 3월 17일 홋카이도 루모이시의 농장에서 죽은 7살 5개월된 흑모화종 수소를 일본에서 광우병에 걸린 35번째의 소라고 발표한다.

### 대한민국
- 2008년 미국산 쇠고기 수입 협상과 관련하여 큰 논란이 있었다. 이 당시에는 '광우병'이라는 단어를 언급 하는 것 조차 정치적인 의도로 해석되기도 했을 정도로 논란의 크기가 컸고 이후 촛불집회와 이명박 퇴진운동이 벌어지는 직·간접적 원인이 되기도 했다.

## 관련 발언
- 2008년 11월 12일, 인간광우병으로 아들을 잃은 영국인 크리스틴 로드는 기자간담회에서 "인간광우병의 문제는 현재 진행형이며 전 세계적인 문제", "(영국) 정부가 국민의 생명과 건강을 경제정책보다 우선적으로 고려했다면 내 아들은 지금도 건강하게 자신이 좋아하는 일을 하며 행복하게 살고 있을 것"이라 말했다.[5]

## 같이 보기
- 도축장
- 프리온
- 말고기 파동